# Stipe Vučur
Stipe Vučur (Salzburgo, Austria, 22 de mayo de 1992) es un futbolista austríaco que juega como defensa en el N. K. Široki Brijeg de la Liga Premier de Bosnia y Herzegovina.

## Trayectoria
Comenzó su carrera en 1997 con el 1. Salzburger SK 1919 y en 2002 pasó al equipo juvenil del SV Austria Salzburg, que pasó a llamarse FC Red Bull Salzburg en 2005. En 2010 fue al club de la liga regional SV Seekirchen 1945. Después de un año en el USK Anif, se fue al FC Lustenau 07 en 2012, que jugó en la segunda división.

### Wacker Innsbruck
En mayo de 2013 se decía que se había unido al Wacker Innsbruck en una transferencia gratuita. Firmó un contrato de dos años. Se convirtió en titular y apareció en 32 de los 36 partidos totales de la Bundesliga austriaca 2013-14. Sin embargo, al final de la temporada, el equipo terminó último y descendió a la Primera Liga.

### Erzgebirge Aue
El 3 de junio de 2014 se anunció que había firmado con el Erzgebirge Aue por un contrato de tres años hasta 2017. También varios clubes austriacos habían estado interesados en ficharlo. El entrenador Falko Götz declaró que el objetivo del jugador era jugar en la 1. Bundesliga.

### Kaiserslautern
El 4 de junio de 2018 pasó al 1. FC Kaiserslautern por un contrato de tres años. Jugó con regularidad y a menudo estuvo vinculado con otros clubes. Participó 88 veces para el equipo en partidos competitivos.

### Hajduk Split
Firmó con el Hajduk Split por un contrato de tres años el 27 de junio de 2018. En julio de 2020 abandonó el club tras el vencimiento de su contrato, habiendo acumulado 16 partidos y un gol con el plantel profesional.

## Clubes
| Club                       | País                 | Año       | Partidos | Goles |
| -------------------------- | -------------------- | --------- | -------- | ----- |
| SV Seekirchen              | Austria              | 2010-2011 | 20       | 6     |
| F. C. Liefering            | Austria              | 2011      | 15       | 1     |
| F. C. Lustenau 07          | Austria              | 2011-2013 | 50       | 10    |
| F. C. Wacker Innsbruck     | Austria              | 2013-2014 | 34       | 4     |
| F. C. Erzgebirge Aue       | Alemania             | 2014-2015 | 34       | 3     |
| 1. F. C. Kaiserslautern    | Alemania             | 2015-2018 | 88       | 7     |
| 1. F. C. Kaiserslautern II | Alemania             | 2016-2017 | 2        | 0     |
| H. N. K. Hajduk Split      | Croacia              | 2018-2020 | 20       | 1     |
| Hallescher F. C.           | Alemania             | 2020-2021 | 33       | 3     |
| FCSB                       | Rumania              | 2021      | 3        | 0     |
| F. K. Žalgiris             | Lituania             | 2023      | 30       | 2     |
| F. K. Liepāja              | Letonia              | 2024      | 8        | 0     |
| N. K. Široki Brijeg        | Bosnia y Herzegovina | 2024-     |          |       |

## Palmarés

### Títulos nacionales
| Título                | Club           | País     | Año  |
| --------------------- | -------------- | -------- | ---- |
| Supercopa de Lituania | F. K. Žalgiris | Lituania | 2023 |

## Vida personal
Nació en Salzburgo, Austria de padres croatas que vivieron en Bosnia y Herzegovina originarios de pueblos cercanos a Tomislavgrad, su padre Ante es originario de Seonica y su madre Lidija de Stipanjići.